# Gibsoniothamnus mirificus
Gibsoniothamnus mirificus är en tvåhjärtbladig växtart som beskrevs av Alwyn Howard Gentry. Gibsoniothamnus mirificus ingår i släktet Gibsoniothamnus och familjen Schlegeliaceae. Inga underarter finns listade i Catalogue of Life.